# Индузиэлла тяньшанская
Индузиэлла тяньшанская (лат. Indusiella thianschanica) — вид мхов рода Индузиэлла (Indusiella) семейства Гриммиевые (Grimmiaceae).

## Распространение и экология
В России встречается на Северном Кавказе, Южной Сибири. За пределами России в горах Средней Азии, в Китае и Монголии. Скальный мох: растёт на сравнительно влажной дендрированой поверхности камней и в мелких расщелинах в известковых скалах. Размножается спорами.

## Охрана
Занесён в Красную книгу России. Исчезает в связи с узкой экологической амплитудой и ярко выраженной кальцеофильности. Необходим контроль за старыми популяциями и выявлением новых.